# 南江 (浙江省)
南江，位于中华人民共和国浙江省金华市东部，是东阳江左岸支流，发源于磐安县花溪风景区的大盘山仰曹尖北坡，西流至新渥街道转北流，经磐安县城安文街道、南江水库，于东阳市湖溪镇清潭村转西流，经湖溪镇、横店镇、南马镇、画水镇、义乌市佛堂镇坑口村、石壁村、陈村、钟村、南王店村、奕岩头村等地，最后于佛堂镇燕里村西北汇入东阳江。河长110千米，流域面积933平方千米，年均径流量7.45亿立方米。流域内民营经济发达，中游的横店是中国重要的影视基地之一。